# Pervomajskoe (Batyrevskij rajon)
Pervomajskoe (in russo: Первомайское ; in ciuvascio: Первомайски, Pervomajski) è una località rurale (un selo) del distretto di Batyrevskij della Repubblica autonoma della Ciuvascia, in Russia. È sede del Pervomajskogo sel’skogo poselenija.